# Consulat général du Sénégal à Lyon
Le consulat général du Sénégal à Lyon est une représentation consulaire de la République du Sénégal en France. Il est situé rue Garibaldi, à Lyon, en Auvergne-Rhône-Alpes.
Le Consul général s'appelle Monsieur Ibrahima Mbodj